# Nederlandse gemeenteraadsverkiezingen 1962
De Nederlandse gemeenteraadsverkiezingen 1962 waren reguliere gemeenteraadsverkiezingen in Nederland. Zij werden gehouden op 30 mei 1962.

## Geen verkiezingen in verband met herindeling of instelling
In de volgende gemeenten werden op 30 mei 1962 geen reguliere gemeenteraadsverkiezingen gehouden omdat zij recent betrokken geweest waren bij een herindelingsoperatie:
- Herindeling per 1 januari 1962

In de gemeente Houten waren al herindelingsverkiezingen gehouden op 15 november 1961.
- Herindeling per 1 juli 1962

In de gemeente Noordoostpolder waren al instellingsverkiezingen gehouden op 2 mei 1962.

## Opkomst
| 1962             | # stemmen | %     |
| ---------------- | --------- | ----- |
| Kiesgerechtigden | 6.637.244 |       |
| Geldige stemmen  | 6.071.264 | 91,47 |

## Landelijke uitslagen
| Naam partij                     | # stemmen | % stemmen |
| ------------------------------- | --------- | --------- |
| overige partijen en combinaties | 787.379   | 12,97     |
| KVP                             | 2.021.055 | 33,29     |
| PvdA                            | 1.712.423 | 28,21     |
| VVD                             | 506.909   | 8,35      |
| CHU                             | 292.679   | 4,82      |
| ARP                             | 284.454   | 4,69      |
| CPN                             | 172.549   | 2,84      |
| PSP                             | 171.219   | 2,82      |
| SGP                             | 90.338    | 1,49      |
| GPV                             | 32.259    | 0,53      |